# The Living Years
The Living Years es el segundo álbum de la banda inglesa Mike and the Mechanics que fue publicado en 1988, y alcanzó el nº13 en el Billboard 200 y el n.º 2 en el UK Albums Chart.

## Historia del disco
Rutherford inició la composición de nuevas canciones en septiembre de 1987, poco después de finalizar la triunfal gira mundial del Invisible Touch de Genesis. El estrés al que estaba sometido por las complicaciones en el embarazo de su esposa (con gravísimo riesgo para el bebé, que finalmente logró sobrevivir), hizo que sufriera el "bloqueo del escritor". El nacimiento de ese tercer hijo de Rutherford fue un alivio, y le hizo sentirse "una nueva persona". En enero entró en un periodo de gran fertilidad compositiva, y a finales de mes Christpher Neil consideró que el material compuesto merecía un álbum en sí mismo. Por lo tanto, se organizaron sesiones de grabación, finalmente fijadas para abril. Sin embargo, Rutherford no estaba convencido de este plan, y con ese vertiginoso ritmo creativo aún en marcha, siguió componiendo, de tal modo que las canciones que finalmente aparecieron en el álbum se compusieron en las semanas de febrero y marzo, antes de entrar en el estudio de grabación en abril.
El primer sencillo fue "Nobody's Perfect", nº63 en el Billboard Hot 100, pero el gran éxito del álbum fue "The Living Years", número uno mundial (aunque curiosamente en el Reino Unido solo llegó al n.º 2).  Esta canción fue coescrita entre Rutherford y B.A.Robertson, cuyos padres habían fallecido recientemente. La letra del tema es obra de Robertson, y habla acerca de la conflictiva relación con su padre, y el nacimiento de su hijo solo tres meses después del fallecimiento de este. Para cerrar el círculo, Paul Carrack, que pone la voz al tema, perdió a su padre con solo 11 años, y se identificó de tal modo con esta composición, que forma parte de su repertorio en solitario desde entonces, a pesar de haber dejado el grupo en 2004. El tercer sencillo extraído del álbum, "Seeing is Believing", alcanzó el nº62 del Billboard Chart.
Como curiosidad, Phil Collins y Tony Banks, compañeros de Rutherford en Genesis, aparecen como invitados tocando el riff en"Black & Blue", fruto de un sampleado que Banks hizo de Collins y Rutherford tocando un riff durante las sesiones de grabación del álbum de Genesis "Invisible Touch". 
EN la edición DeLuxe de "The Living Years", publicada el 20 de enero de 2014, además de un amplio libreto escrito opr el periodista musical Mario Giammetti, se incorpora una nueva grabación del tema homónimo con Andrew Roachford cantando (miembro de la nueva formación de Mike and the Mechanics desde 2010), así como un bonus CD con temas en directo y rarezas.

## Lista de canciones
1. Nobody's Perfect - 4:50
2. The Living Years - 5:32
3. Seeing Is Believing - 3:14
4. Nobody Knows - 4:24
5. Poor Boy Down - 4:35
6. Blame - 5:25
7. Don't - 5:46
8. Black & Blue - 3:30
9. Beautiful Day - 3:40
10. Why Me? - 6:27

## Créditos

### Mike + The Mechanics
- Mike Rutherford – voz principal y coros, bajo y guitarra principal
- Paul Young – voz principal y coros
- Paul Carrack – voz principal y coros
- Adrian Lee – sintetizadores
- Peter Van Hooke – batería electrónica

### Colaboraciones
- Alan Murphy – guitarra rítmica
- Sal Gallina – sintetizadores
- B.A. Robertson – sintetizadores
- Martin Ditcham – percusiones
- Luis Jardim – percusiones
- Christopher Neil – coros
- Alan Carvell – coros
- Michael Stuckey – maestro de coros
- Coro de la escuela King's House - coros en "The Living Years"
- Michael Stuckey - maestro de coro

- Datos: Q588311